# SHINGO☆
SHINGO☆（しんごスター、本名：玉木 慎吾 - たまき しんご、1983年8月29日 - ）は、沖縄県石垣島出身のミュージシャン。日本と台湾のハーフ。血液型はA型。ヘヴィメタルバンド・SEX MACHINEGUNS（5期、6期）のベーシスト。2008年6月28日より正式加入。ANCHANGを除く歴代メンバーでは最長の在籍となっている。
ザ☆メンテナンスでは平仮名表記で「しんごすたー」、猫曼珠-nekomanju-では片仮名表記で「シンゴスター」、ソロ活動では本名で活動。

## 略歴
- 2001年6月、沖縄県石垣島のバンドB-SHOP（1999年結成）の再結成時に正式メンバーとなる。
- 2007年4月、エイベックスよりメジャーデビュー。
  - 10月、上京し、第5期SEX MACHINEGUNSにサポートメンバーとして参加。
  - 12月、B-SHOPが解散。
- 2008年6月、第5期SEX MACHINEGUNSの正式メンバーとなる。
- 2012年、第5期SEX MACHINEGUNSが活動休止となり、その後ザ☆メンテナンスに加入。
- 2014年7月、第6期SEX MACHINEGUNSとして活動を再開。
- 2016年 SHINGO☆の実家「玉木家」の歴史を語る台湾記録映画《海的彼端》（邦題『海の彼方』）出演[1]。
- 2017年3月26日、台湾のメタルバンドChthoniCのライブにサポート・ベーシストとして出演。
  - 9月15日、自身初のソロアルバムとなる「玉の花」を本名の玉木慎吾名義でリリース。
  - 9月26日、高円寺Club ROOTS!!にて初のワンマンソロライブ。
- 2018年2月22日、故郷の石垣島で自身が主催するアコースティックイベントを開催。
  - 元B-SHOPのメンバーの根間タダシなど、ゆかりのミュージシャンが参加した。
  - 会場には石垣市長の中山義隆も来ており、イベント収益の一部を台湾地震の義援金として、中山を通し台湾に届けられた。[2]
- 2018年12月25日、コータ（ex.快進のICHIGEKI）・Cazqui（ex.NOCTURNAL BLOODLUST）・FUMIYA（Unlucky Morpheus）らと共に、新バンド『猫曼珠-nekomanju-』を結成[3]。
- 2022年7月8日公開の映画「TELL ME 〜hideと見た景色〜」にhide with Spread BeaverのベーシストCHIROLYN役で出演。[4][5]
- 2023年、映画『海の彼方』の続編となる短編映画『海の彼方 それから」に出演。前年に永眠した祖母の葬儀の模様などが記録されている。[6]
- 2023年7月27日、豊洲PITで行われたhide with Spread Beaverのライブにサプライズゲスト出演し、映画で自身が演じたCHIROLYN本人と共演。演奏にも参加した。[7]

## SEX MACHINEGUNS加入の経緯
第5期結成前の2007年に、Anchangが石垣島で行ったファンクラブイベントのために現地のミュージシャン達と即席で結成された「石垣マシンガンズ」のメンバーとして、B-SHOPのドラマー片山高純と共に参加した。ちなみにこの時ギターで参加したのが、のちに第5期のメンバーとして加入する桑江良竜（加入後はRYOTATSU→イベリコ・モジャ・マルムスティーン）であった。
第5期のメンバーはその後オーディションで決定したが、合格者のベーシストが諸事情で加入を辞退。当時の事務所から呼ばれたSHINGO☆が上京し、サポートメンバーとして参加。その後、翌年の2008年6月28日、ツアーファイナルのステージにて正式加入が発表された。
サポート時代からMCにも積極的に参加し、今日に渡りバンドのムードメーカー的な位置として親しまれている。

## 人物
- 実家は青果店「アップル青果」を営んでいる。
- SEX MACHINEGUNSがツアー等の移動で使う機材車の管理を担当。
- ハンドメイドレザーグッズ等を扱うショップ「GOSTA」を運営している。基本的にネット販売だが、 SEX MACHINEGUNSのライブ会場でも販売されていることが多い。
- 父方の祖父母は日本統治時代の台湾から石垣島に移住した台湾移民で、移民3世。玉木という名字は、祖父母の帰化前の名前（祖父：王木永、祖母：王玉花[注 1]）から取ったものである。1stソロアルバムのタイトル曲となっている「玉の花」は、祖母の玉代を想って作られた楽曲である。（祖母は2022年4月20日に95歳で永眠[8][9]）
- SEX MACHINEGUNS第5期最後のライブとなった2012年の渋谷公演では、父親から来場者に星の砂がプレゼントされた。
- ライブにおいて、前任メンバーのSAMURAI.W.KENJILAWやNOISYが担当していた曲中の台詞もそのまま引き継いでいる（「ファミレス・ボンバー」や「そこに、あなたが.....」等）。
- 2018年発表のSEX MACHINEGUNSのアルバム「IRON SOUL」に収録の「ネイチャーパワー」では、自身が全編リードボーカルを担当している。
- 近年はツイキャスによる配信でファンとの交流を図っている。

## 使用機材
ベース
- ESP STARBIRD PROTOTYPE
- ESP STARBIRD
- ESP STARBIRD-III
- ESP AMAZE

## ディスコグラフィー

### アルバム
- 玉の花（2017年9月15日）
- 星の花（2021年12月27日）[11]

## 出演作品

### 映画
- 海の彼方（2016年）
- TELL ME 〜hideと見た景色〜（2022年、CHIROLYN役）
- 海の彼方 それから（2023年)